# Орлови рибари
Орлови рибари (Pandionidae) су породица дневних птица грабљивица из реда орлова и јастребова. У оквиру ове породице постоји само један род Pandion у коме се налазе две врсте, мада их већина таксонома данашњице спаја у једну врсту, зване само (орао) рибар, што би род Pandion чинило монотипским. Постоје две рецентне врсте у оквиру ове породице.

## Врсте
Породица орлови рибари укључује две живеће врсте:
| Слика | Научно име | Народно име        | Распрострањеност                                                                |
| ----- | ---------- | ------------------ | ------------------------------------------------------------------------------- |
|       |            | Орао рибар         | Широм света                                                                     |
|       |            | Ћубасти орао рибар | Западна Аустралија, Северна територија, Квинсленд, Јужна Аустралија и Тасманија |

Изумрле врсте орлова рибара:
- Pandion homalopteron Warter 1976
- Pandion lovensis Becker 1985

## Галерија
- Орао рибар
- Ћубасти орао рибар